# 문정주
문정주(文禎주, 1990년 3월 22일 ~ )는 대한민국의 전직 축구 선수이다. 현역 시절 포지션은 미드필더였다.